# Acanthinus rosalesi
Acanthinus rosalesi is een keversoort uit de familie snoerhalskevers (Anthicidae). De wetenschappelijke naam van de soort is voor het eerst geldig gepubliceerd in 1970 door Westerman.